# Liste der Geotope im Landkreis Pfaffenhofen an der Ilm
Diese Liste enthält die Geotope des Oberbayerischen Landkreises Pfaffenhofen an der Ilm in Bayern.
Die Liste enthält die amtlichen Bezeichnungen für Namen und Nummern des Bayerischen Landesamt für Umwelt (LfU) sowie deren geographische Lage. Diese Liste ist möglicherweise unvollständig. Im Geotopkataster Bayern sind etwa 3.400 Geotope (Stand März 2020) erfasst. Das LfU sieht einige Geotope nicht für die Veröffentlichung im Internet geeignet. Einige Objekte sind zum Beispiel nicht gefahrlos zugänglich oder dürfen aus anderen Gründen nur eingeschränkt betreten werden.
| Name                                 | Bild           | Geotop ID | Gemeinde / Lage                  | Geologische Raumeinheit | Beschreibung | Fläche m² / Ausdehnung m | Geologie                                        | Aufschlussart       | Wert      | Schutzstatus      | Bemerkung |
| ------------------------------------ | -------------- | --------- | -------------------------------- | ----------------------- | --- | ------------------------ | ----------------------------------------------- | ------------------- | --------- | ----------------- | --------- |
| Ehemalige Sandgrube E von Streitdorf | weitere Bilder | 186A001   | Pfaffenhofen an der Ilm Position | Donau-Isar-Hügelland    | In den Sanden und Kiesen der Oberen Süßwassermolasse ist der Brockhorizont aufgeschlossen. Er enthält Malmkalkbrocken, die beim Meteoriteneinschlag im Ries ausgeworfen wurden.                                                                         | 20000 200 × 100          | Typ: Schichtfolge Art: Schotter, Sand, Steine   | Kiesgrube/Sandgrube | bedeutend | kein Schutzgebiet |           |
| Sandgrube NE von Brunnhof            | weitere Bilder | 186A003   | Pfaffenhofen an der Ilm Position | Donau-Isar-Hügelland    | Aufgeschlossen ist die Obere Serie der Oberen Süßwassermolasse, bestehend aus Glimmersanden mit vereinzelten Feinkieslagen und Mergelzwischenschichten.                                                                                                 | 300 30 × 10              | Typ: Sedimentstrukturen Art: Sand, Mergel, Kies | Kiesgrube/Sandgrube | bedeutend | kein Schutzgebiet |           |
| Artesische Quelle in Fahlenbach      | weitere Bilder | 186Q001   | Rohrbach Position                | Donau-Isar-Hügelland    | Der ca. 1,4 m hohe Block aus Malm-Riffdolomit stammt aus dem Eichstätter Raum. Dieser wurde durchbohrt und auf die artesische Quelle zu Zierzwecken aufgesetzt. Der Block ist von Algen überwuchert sowie von Eisenhydroxid bzw. Ferrihydrid überzogen. | 1 1 × 1                  | Typ: Verengungsquelle Art: Sand                 | kein Aufschluss     | wertvoll  | kein Schutzgebiet |           |